# Guarda Vermelha (China)
A Guarda Vermelha (chinês simplificado: 红卫兵; chinês tradicional: 紅衛兵; pinyin: Hóng Wèi Bīng) foi um movimento não militar composto sobretudo por estudantes e outros jovens na República Popular da China. Apesar da resistência inicial pela sociedade, a Guarda Vermelha foi endossada por Mao Tsé-tung entre 1966 e 1968, durante a Revolução Cultural. O movimento dos Guardas Vermelhos em Pequim culminou durante o "Agosto Vermelho" de 1966, que mais tarde se espalhou para outras áreas da China continental.

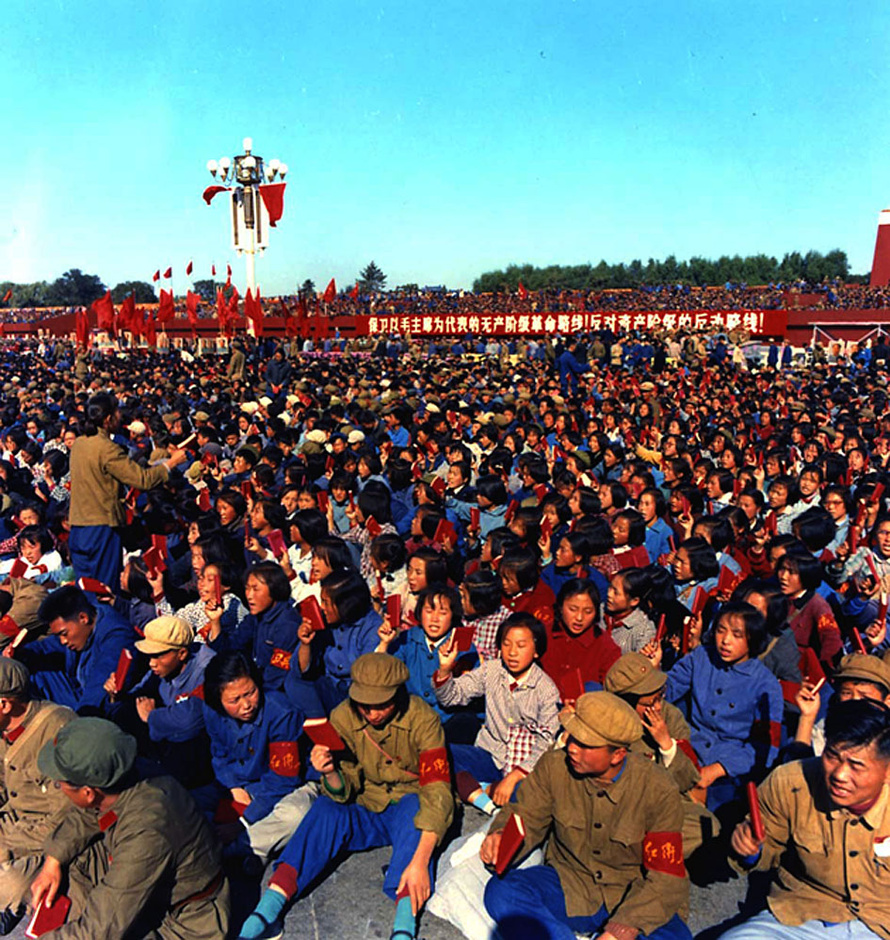
Guardas Vermelhos na Praça da Paz Celestial em 1966

Durante esse período, os guardas vermelhos viajaram por toda a China, indo a escolas, universidades, aldeias e cidades, ensinando os pensamentos de Mao reunidos no seu "O Livro Vermelho". Com o suporte de Mao, e seguindo suas expressas recomendações, usaram de violência extrema contra todos os que manifestassem oposição ou mesmo apenas indiferença acusando-os de anti-revolucionários e agentes do capitalismo. As maiores vítimas foram professores, estudiosos, religiosos ou opositores ao regime comunista, humilhados publicamente, destituídos dos seus bens e, por vezes, julgados sumariamente em tribunais populares.  A esposa do presidente Mao (Jiang Qing), que na época era responsável em parte pela grande revolução cultural, fez a seguinte declaração: "Não batam nos outros. A luta física só afeta a carne e os ossos; a luta de pensamento afeta o coração".
O papel da Guarda Vermelha era principalmente o de atacar os "Quatro Velhos" da sociedade, que eram as "velhas ideias", "velha cultura", "velhos hábitos", e "velhos costumes" da China na altura. Alguns dos primeiros Guardas Vermelhos vieram das chamadas "Cinco Categorias Vermelhas", que perseguiram os membros das "Cinco Categorias Negras".

## Ataques contra os "Quatro Velhos"

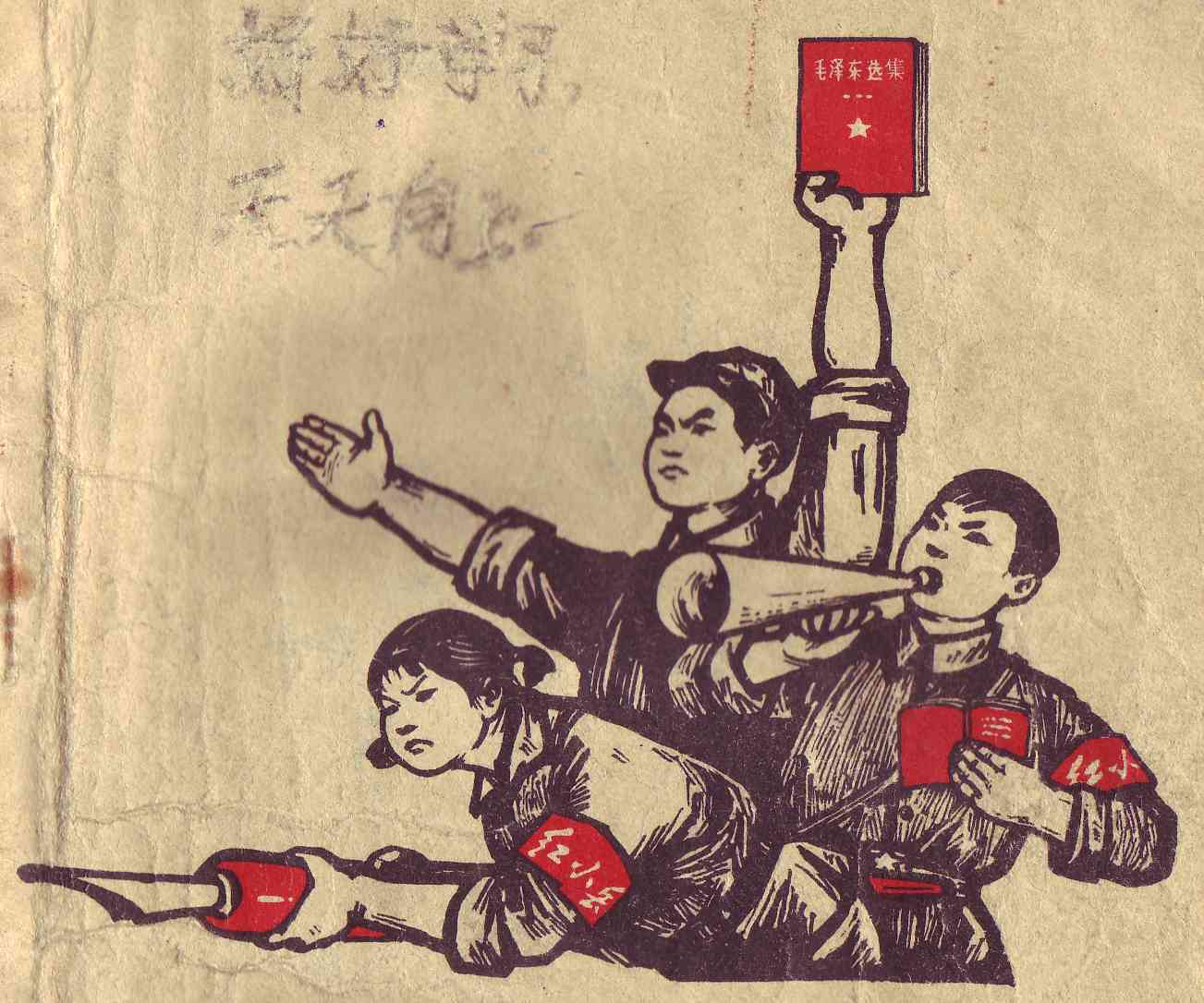
Ilustração de propaganda dos Guardas Vermelhos

A propriedade individual também era alvo de membros da Guarda Vermelha se ela fosse considerada um dos "Quatro Velhos". Textos e figuras geralmente religiosos seriam confiscados e queimados. Outras vezes, itens de importância histórica seriam deixados, mas desfigurados, como os pergaminhos da dinastia Qin, e esculturas em pedra e madeira com os rostos e as palavras esculpidos. A reeducação veio acompanhada da destruição da cultura e da história anteriores, grupos da Guarda Vermelha eram enviados as escolas para ensinar as novas idéias da Revolução Cultural; bem como apontar quais idéias representaram a era anterior idealizando os "Quatro Velhos". Por exemplo, um estudante, Mo Bo, descreveu uma variedade de atividades da Guarda Vermelha realizadas para ensinar à próxima geração o que não era mais as normas.

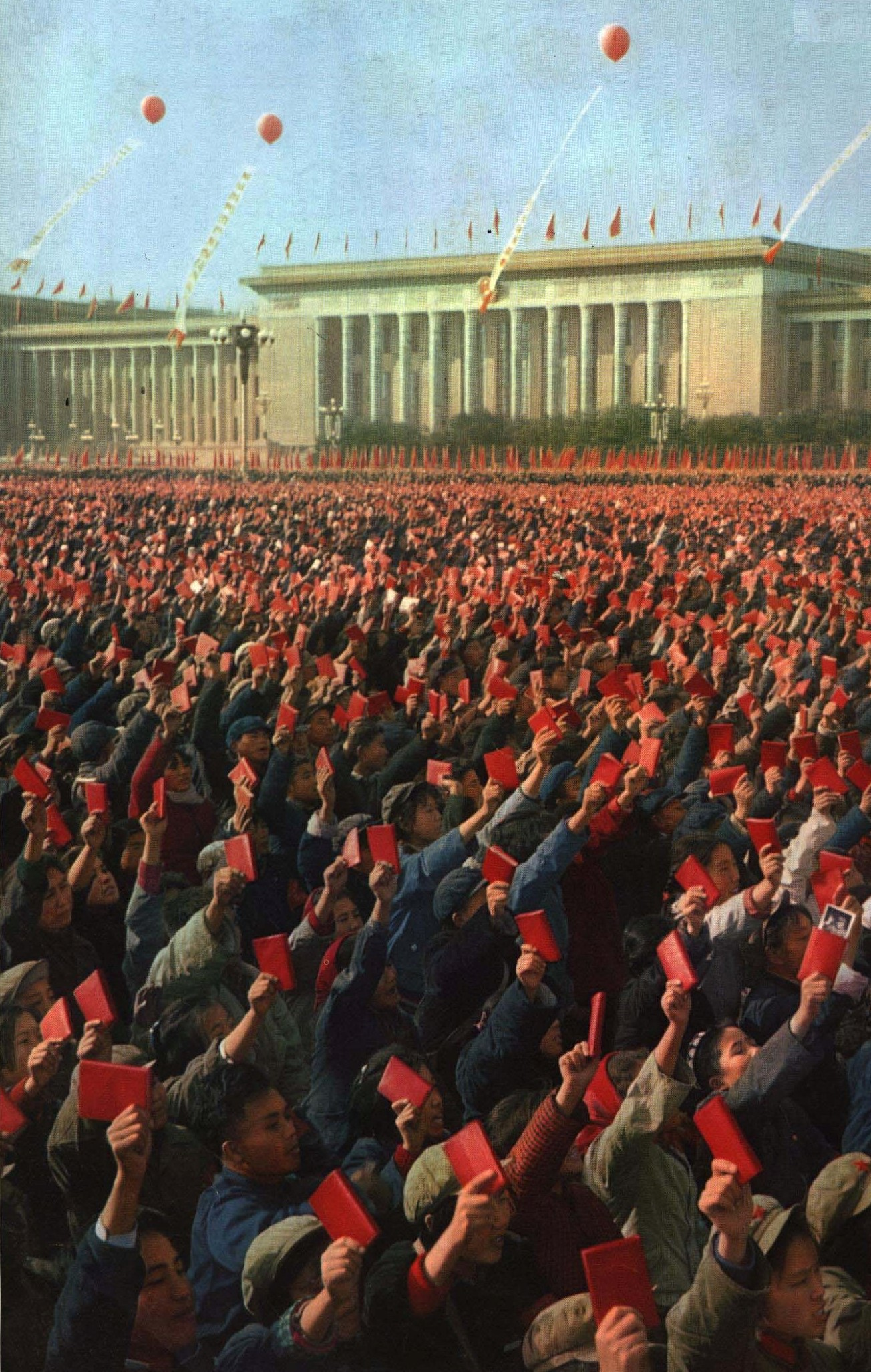
Guardas Vermelhos seguram o "Pequeno Livro Vermelho", um compilado de citações de Mao Tsé-Tsung

Os ataques à cultura rapidamente se transformaram em ataques a pessoas. Ignorando as diretrizes dos 'Dezesseis Artigos', que estipulavam que a persuasão e não a força deviam ser usadas para provocar a Revolução Cultural, funcionários em posições de autoridade e percebidos como 'elementos burgueses' foram denunciados e sofreram ataques físicos e psicológicos. Em 22 de agosto de 1966, uma diretiva central foi emitida para interromper a intervenção da polícia nas atividades da Guarda Vermelha. Aqueles na força policial que desafiaram este aviso foram rotulados como "contra-revolucionários". Os elogios de Mao Tsé-Tung à rebelião foram efetivamente um endosso às ações da Guarda Vermelha, que se tornaram cada vez mais violentas.
A segurança pública na China deteriorou-se rapidamente como resultado das autoridades centrais levantando restrições ao comportamento violento. Xie Fuzhi, chefe da polícia nacional, disse que "não é grande coisa" se os Guardas Vermelhos espancarem "pessoas más" até a morte. A polícia transmitiu os comentários de Xie aos Guardas Vermelhos e eles agiram em conformidade. No curso de cerca de duas semanas, a violência deixou cerca de cem professores e funcionários de escolas mortos no distrito ocidental de Pequim. O número de feridos era "muito grande para ser calculado".
Os aspectos mais terríveis da campanha incluíram numerosos incidentes de tortura, assassinato e humilhação pública. Muitas pessoas que eram alvos de 'luta' não aguentavam mais o estresse e cometeram suicídio. Em agosto e setembro de 1966 (Agosto Vermelho), houve 1.772 pessoas mortas apenas em Pequim. Em Xangai, houve 704 suicídios e 534 mortes relacionadas à Revolução Cultural em setembro. Em Wuhan, houve 62 suicídios e 32 assassinatos durante o mesmo período.
Os intelectuais deveriam sofrer o peso desses ataques. Muitos foram expulsos de cargos oficiais, como o ensino universitário, e receberam tarefas manuais como "varrer pátios, construir paredes e limpar banheiros das 7 às 17 horas diariamente", o que os encorajaria a insistir em "erros" do passado. Um relatório oficial em outubro de 1966 relatou que os Guardas Vermelhos já haviam prendido 22.000 'contra-revolucionários'. Entre 18 de agosto e 15 de setembro, 77.000 habitantes de Pequim foram expulsos. Durante o mesmo período em toda a China, 397.000 "monstros do mal" tiveram que abandonar seus empregos e retornar às aldeias de origem de suas famílias.
No final de 1966, a maioria do Grupo da Revolução Cultural considerava que os guardas vermelhos haviam se tornado um passivo político demais. A campanha contra os "anti-revolucionários e agentes do capitalismo" levou à anarquia, as ações da Guarda Vermelha levaram ao conservadorismo entre os trabalhadores da China, e a falta de disciplina e o faccionalismo no movimento tornaram os Guardas Vermelhos politicamente perigosos.